# Parametri orbitali di Urano
Urano orbita attorno al Sole ad una distanza media di 2,87 × 109 km, (corrispondente a 19,1846 unità astronomiche) con una eccentricità pari a 0,04716771, compie una rivoluzione in 84,07 anni siderali. Ha un perielio di 2 735 555 035 km, (corrispondente a 18,28605596 unità astronomiche), ed un afelio di 3 006 389 405 km, (corrispondente a 20,09647190 unità astronomiche). Possiede un'inclinazione sull'eclittica di 0,76986° ed un'inclinazione rispetto all'equatore del Sole di 6,48°
Caratteristico è il fatto che il suo asse di rotazione è inclinato fino a giacere sul piano dell'orbita intorno al Sole.
Esso non si avvicina mai alla Terra a meno di 2,6 miliardi di chilometri. 